# Argyresthia
Genre
Argyresthia est un genre d'insectes de l'ordre des lépidoptères (papillons), de la famille des Argyresthiidae.

## Liste des espèces rencontrées en Europe
- Argyresthia (Argyresthia) abdominalis Zeller, 1839
- Argyresthia (Argyresthia) albistria (Haworth, 1828)
- Argyresthia (Argyresthia) atlanticella Rebel, 1940
- Argyresthia (Argyresthia) aurulentella Stainton, 1849
- Argyresthia (Argyresthia) bonnetella (Linnaeus, 1758)
- Argyresthia (Argyresthia) brockeella (Hübner, 1813)
- Argyresthia (Argyresthia) conjugella Zeller, 1839 — Teigne des pommes
- Argyresthia (Argyresthia) curvella (Linnaeus, 1761) — Teigne des fleurs du pommier
- Argyresthia (Argyresthia) fundella (Fischer von Röslerstamm, 1835)
- Argyresthia (Argyresthia) glaucinella Zeller, 1839
- Argyresthia (Argyresthia) goedartella (Linnaeus, 1758)
- Argyresthia (Argyresthia) hilfiella Rebel, 1910
- Argyresthia (Argyresthia) huguenini Frey, 1882
- Argyresthia (Argyresthia) ivella (Haworth, 1828)
- Argyresthia (Argyresthia) kasyi Friese, 1963
- Argyresthia (Argyresthia) marmorata Frey, 1880
- Argyresthia (Argyresthia) minusculella Rebel, 1940
- Argyresthia (Argyresthia) prenjella Rebel, 1901
- Argyresthia (Argyresthia) pruniella (Clerck, 1759) — Teigne des fleurs du cerisier
- Argyresthia (Argyresthia) pulchella Lienig & Zeller, 1846
- Argyresthia (Argyresthia) pygmaeella (Denis & Schiffermüller, 1775)
- Argyresthia (Argyresthia) retinella Zeller, 1839
- Argyresthia (Argyresthia) semifusca (Haworth, 1828)
- Argyresthia (Argyresthia) semitestacella (Curtis, 1833)
- Argyresthia (Argyresthia) sorbiella (Treitschke, 1833)
- Argyresthia (Argyresthia) spinosella Stainton, 1849
- Argyresthia (Argyresthia) submontana Frey, 1871
- Argyresthia (Argyresthia) tarmanni Gibeaux, 1993
- Argyresthia (Blastotere) amiantella (Zeller, 1847)
- Argyresthia (Blastotere) arceuthina Zeller, 1839
- Argyresthia (Blastotere) bergiella (Ratzeburg, 1840)
- Argyresthia (Blastotere) buvati Gibeaux, 1992
- Argyresthia (Blastotere) chrysidella Peyerimhoff, 1877
- Argyresthia (Blastotere) cupressella Walsingham, 1890
- Argyresthia (Blastotere) dilectella Zeller, 1847
- Argyresthia (Blastotere) glabratella (Zeller, 1847)
- Argyresthia (Blastotere) illuminatella Zeller 1839
- Argyresthia (Blastotere) impura Staudinger, 1880
- Argyresthia (Blastotere) laevigatella (Heydenreich, 1851)
- Argyresthia (Blastotere) perezi Vives, 2001
- Argyresthia (Blastotere) praecocella Zeller, 1839
- Argyresthia (Blastotere) reticulata Staudinger, 1877
- Argyresthia (Blastotere) tatrica Baraniak, Kulfan & Patocka, 2003
- Argyresthia (Blastotere) thuiella (Packard, 1871)
- Argyresthia (Blastotere) thuriferana Gibeaux, 1992
- Argyresthia (Blastotere) trifasciata Staudinger, 1871